# Новий Бит (Волгоградська область)
Новий Бит (рос. Новый Быт) — хутір у Ніколаєвському районі Волгоградської області Російської Федерації.
Населення становить 725 осіб. Входить до складу муніципального утворення Новобитовське сільське поселення.

## Історія
Хутір розташований у межах українського історичного та культурного регіону Жовтий Клин.
Згідно із законом від 14 лютого 2005 року № 1006-ОД органом місцевого самоврядування є Новобитовське сільське поселення.

## Населення
| 2010 | 2012 | 2013 | 2014 | 2015 | 2016 | 2017 |
| ---- | ---- | ---- | ---- | ---- | ---- | ---- |
| 797  | ↗798 | ↘783 | ↘776 | ↘773 | ↘755 | ↘725 |